# Martin Sherman
Pour les articles homonymes, voir Sherman.
Martin Sherman (né en 1938 à Philadelphie, États-Unis) est un scénariste et dramaturge américain.

## Biographie
En 1979, il est l'auteur de la pièce Bent et du scénario du film homonyme, Bent. La pièce, créée le 3 mai 1979 au Royal Court Theatre, a été transférée au Criterion le 4 juillet de la même année. Elle a été depuis produite dans plus de 40 pays et traduite en au moins 21 langues.
Sir Ian McKellen y jouait le rôle de Max. Richard Gere a repris le rôle de Max à Broadway. 
En France, c'est Bruno Cremer qui a interprété Max sur la scène du Théâtre de Paris dans l'adaptation française signée  par Lena Grinda, mise en scène par Peter Chatel et produite par Marthe Mercadier en 1981.
Le spectacle, mis en scène par Anne Barthel au Théâtre du Nord-Ouest (et au Festival d'Avignon), avec Michel Mora (Max), Valentin Terrer (Rudy) et Jean-Matthieu Erny (Horst) et joué depuis 2010, est considéré par l'auteur comme le plus proche de son écriture.  
Martin Sherman a également écrit le scénario du film Madame Henderson présente (Mrs. Henderson Presents), réalisé par Stephen Frears et sorti en 2005.